# Yuan Yuan
Yuan Yuan est une nageuse chinoise vice-championne du monde du 200 m brasse, née en Chine le 11 janvier 1976. Elle a été surprise avec des hormones de croissance, dopants interdits (somatotrophine) dans sa valise.